# Mary Ann's Place
"Mary Ann's Place" er den syvende single fra det danske heavy metalband Volbeat med Pernille Rosendahl fra Swan Lee på gæstevokal. Den blev udgivet i 2008 som den anden single fra albummet Guitar Gangsters & Cadillac Blood, der blev udgivet i september samme år.
Den tilhørende musikvideo viser historien fra "Danny & Lucy", "Firesong", "Mr. And Mrs. Ness" og "Mary Ann's Place", som alle er del af samme fortælling. Singlen toppede Tjeklisten som #1 og nåede Tracklistens #35.

## Baggrund
Sangen fortsætter fra "Danny & Lucy" og "Firesong" fra The Strength / The Sound / The Songs (2005) og "Mr. And Mrs. Ness" fra Rock The Rebel / Metal The Devil (2007). Protagonisten i føljetonen er den 28-årige stofmisbruger Danny og hans 16-årige kæreste Lucy. De flygter sammen fra Lucys forældre, og dør derefter i en bilulykke. I "Mr. & Mrs. Ness" fortsætter historien om Lucys forældre. Lucys mor har begået selvmord. Mr. Ness bliver fundet med våbnet i hånden og blodige hænder, og han bliver derfor anholdt.
Mary Ann er Mr. Ness' afdøde kone. Mr. Ness er stadig i fængsel for at have slået sin kone ihjel. Under en prøveløsladelse besøger han Lucy og Mary Ann, der er begravet ved siden af hinanden.
B-siden er sangen "Still Counting", der handler om en mand, der bor i "The 10 House City". Han sidder på en bar og snakker med guitargangsterne.

## Produktion
Sangen blev skrevet af forsanger og guitarist Michael Poulsen under Volbeats turne i forbindelse med Rock The Rebel / Metal The Devil. Mod slutningen af turnéen spillede bandet sangen er par gange under koncerterne. Poulsen fortalte i et interview, at han mente den manglede noget og tænkte derefter på en kvindelig stemme. Under en køretur hørte Poulsen en CD med Swan Lee, hvis kvindelige forsanger, Pernille Rosendahl, havde en stemme han mente ville passe til sangen. Han kontaktede derefter sangerinden.
Sangen blev indspillet i marts og april 2008 i Hansen Studios i Ribe med Jacob Hansen som producer. Som gæstemusiker spillede Kristian Pedersen akustisk guitar.
Der blev fremstillet en tilhørende musikvideo, der blev instrueret af Alex Diezinger.
Videoen klipper mellem Volbeat og Rosendahl der fremfører sangen, og hele handlingen fra de fire sange. Først ses et skænderi mellem Mr. og Mrs. Ness og deres datter i deres dagligstue, hvorefter Lucy forlader dem for at blive samlet op af kæresten Danny. De kører galt og omkommer, hvorefter Mary Ann tager livet af sig selv i sorg. Mr. Ness bliver anholdt og smidt i fængsel. Til sidst får han lov at besøge kirkegård, og han ligger et blomst på deres grave, mens deres genfærd står og kigger på ham.
Inspirationen til videoen kom fra Lars von Triers Dogville (2003), idet de forskellige rum og områder er optegnet med interimistiske kridtstreger, og der er skrevet tekster som "Prison" og "Graveyard".

## Modtagelse
BTs anmelder skrev, at "Michaels duet med Pernille Rosendahl på 'Mary Ann’s Place' er gudegodt gået", og diskant.dk skrev at duetten "virkelig [er] et fornøjeligt friskt pust". GAFFAs anmelder skrev at "de englesøde harmonier i omkvædet er som manna fra himmelen", mens Politiken kaldte sangen en fin duet.
Singlen debuterede som #35 d. 23. januar 2009 på Tracklisten, hvilket blev dens højeste placering. Den nåede tre uger på listen. "Mary Ann's Place" kom ind på Tjeklisten som #9 i slutningen af november 2008, men røg ud igen efter tre uger. Den kom på listen igen i slutningen af januar 2009, og toppede som #1 i uge 7 i februar, for at ryge ud igen i slutningen af marts. Den tilbragte sammenlagt 12 uger på denne hitliste. Singlen nåede ingen hitlister uden for Danmark.

## Spor
1. "Mary Ann's Place" (feat. Pernille Rosendahl) - 3:41
2. "Still Counting" - 4:21